# معبودة الجماهير (فلم)
معبودة الجماهير فيلم مصري بطولة للعندليب الأسمر عبد الحليم حافظ وشادية استمر في تمثيله أكثر من أربعة سنوات بسبب النزيف الذي كان يحصل لعبد الحليم حيث كان يسافر إلى لندن ما بين فترة وأخرى وكان من أروع ما قدم العندليب.

## أحداث الفيلم
تقع الممثلة سهير وهي (شادية) في حب إبراهيم (عبد الحليم حافظ) الممثل الناشئ المغمور. يخشى مخرج أفلامها (يوسف شعبان) أن تنشغل بحبها وزواجها عن فنها فهو من المستفدين من نجاحها، فيرسل لها من تدّعي أن إبراهيم زوجها ورب أسرة. تثور سهير لكرامتها وتهين إبراهيم أمام الجمهور. يصمم إبراهيم أن يثبت للجمهور أنه صاحب موهبة في ميدان الموسيقى والغناء، وبالفعل يصبح مطربًا ناجحًا في الوقت نفسه يهوى نجم سهير. تنكشف الحقيقة للإثنين، ويلتم شملهما مجددا.

## فريق العمل
- إخراج: حلمي رفلة
- تأليف: مصطفى أمين (قصة)
- بطولة:
  - عبد الحليم حافظ
  - شادية
  - فؤاد المهندس
  - يوسف شعبان
  - حسن فايق
  - محمد رضا
  - زينات صدقي
  - شفيق نور الدين
  - أبو بكر عزت
  - أحمد الحداد
  - زين العشماوي
  - جورج سيدهم
  - حسين إسماعيل
  - أحمد فرحات

## أغانى الفيلم
- أحبك

غناء عبد الحليم حافظ

تأليف مرسي جميل عزيز، ألحان محمد الموجي، توزيع علي إسماعيل
- بلاش العتاب

غناء عبد الحليم حافظ

تأليف مرسي جميل عزيز، ألحان كمال الطويل، توزيع علي إسماعيل
- جبار[1]

غناء عبد الحليم حافظ

تأليف حسين السيد، ألحان محمد الموجي، توزيع أندريا رايدر
- حاجة غريبة

غناء عبد الحليم حافظ وشادية

تأليف حسين السيد، ألحان منير مراد، توزيع علي إسماعيل
- لست قلبي

تأليف كامل الشناوي، ألحان محمد عبد الوهاب، توزيع علي إسماعيل

## وصلات خارجية
- مقالات تستعمل روابط فنية بلا صلة مع ويكي بيانات

1. ↑  بسبب طول الأغنية، فقد حُذف المقطع الأخير منها "قلبي قول للحب"، وظهر فقط في الأشرطة المسموعة.